# Darfur
Darfur je pustinjska regija na zapadu Sudana. U tom prostoru pretežno žive potomci povijesnog naroda Fur. Oni su zbog nezadovoljstva središnjom sudanskom vladom digli ustanak kojim traže veća prava što je eskaliralo u rat u Darfuru. Na strani sudanske vlade se bore paravojni arapski odredi tzv. Janjaweedi koji provode teror nad stanovništvom Darfura. Iako je rat službeno završen, stanje u Darfuru je i dalje vrlo nestabilno.

## Povijest
Darfur je dom više afričkih naroda. Prvi poznati narod u tom prostoru je Daju koji je stvorio kraljevstvo koje je postojalo do 14. st. Tada je narod Tunjur stvorio moćan sultanat i uveo islam kao službenu religiju. U 16. i 17. st. je vladao narod Fur koji je također stvorio moćan sultanat pod vlašću dinastije Keira. U 19. st. dolazi do sukoba više okolnih sultanata, a Darfur dolazi pod egipatsku vlast (u stvari britansku kolonijalnu vlast jer je Velike Britanija tada vladala Egiptom). Darfur je postao dio Anglo-egipatskog Sudana pod britanskom vlašću.
Od 1956. je Darfur dio neovisnog Sudana. Stanovništvo Darfura postaje sve nezadovoljnije središnjom vlašću kojom dominiraju Arapi, te počinje dizati ustanke koji u 21. st. eskaliraju u krvavi rat u Darfuru. Ustanke je pokrenuo Pokret za pravdu i jednakost (Justice and Equality Movement-JEM) kojim dominiraju pripadnici naroda Fur. Sudanska vlast se službeno nije miješala u sukob, ali je podupirala paravojne arapske postrojbe Janjaweede koji su odgovorni za brojna ubojstva i teror nad civilnim stanovništvom. 2008. su pripadnici Pokreta za pravdu i jednakost napali sudanski glavni grad Kartum s namjerom svrgavanja sudanske vlade, ali u toj namjeri nisu uspjeli. 2010. je sklopljen mirovni sporazum, ali je stanje i dalje nestabilno.

## Zemljopis
Darfur je pustinjski prostor na istoku Sahare. U reljefu postoje visoki ravnjaci, a u središnjem dijelu dominira vulkansko gorje Marrah u kojem postoji više ugaslih vulkanskih kratera. Zbog pustinjske klime ima malo padalina i nema stalnih tokova, ali postoje vadiji (povremeni riječni tokovi koji teku samo u kišnom razdoblju) koji se spuštaju s gorja Marrah. 
Klima u Darfuru je ipak povoljnija za naseljavanje nego u ostatku Sahare, posebno na gorju Marrah koje je zbog visine hladnije i prima više padalina. U Darfuru postoji više izvora podzemne vode koji su centri naseljenosti.
Sudanska vlada je Darfur podijelila u 3 pokrajine (Južni, Zapadni i Sjeverni Darfur). Najveći gradovi su Nyala, Al-Fashir i Geneina (Al-Junaynah).